# Осколецкая территориальная администрация
Осколецкая территориальная администрация — сельское территориальное образование в Губкинском городском округе Белгородской области, включающее в себя 6 населённых пунктов. Глава администрации — Горюнова Любовь Васильевна.

## Состав
| Вид населённого пункта | Наименование | Население |
| ---------------------- | ------------ | --------- |
| село                   | Аверино      | 853       |
| хутор                  | Весёлый      |           |
| село                   | Кандаурово   | 221       |
| хутор                  | Меловой Брод | 42        |
| село                   | Осколец      | 376       |
| хутор                  | Чаплыжный    | 0         |